# Fidena longipalpis
Fidena longipalpis är en tvåvingeart som beskrevs av Günther Enderlein 1925. Fidena longipalpis ingår i släktet Fidena och familjen bromsar. Inga underarter finns listade i Catalogue of Life.